# Moesson (tijdschrift)
Moesson is een maandblad voor Indische Nederlanders en voor anderen die geïnteresseerd zijn in het voormalige Nederlands-Indië, het huidige Indonesië en de Indische gemeenschap in Nederland. Moesson is een uitgave van Robinson & Ducelle BV in Den Haag.
Moesson werd in 1956 door Tjalie Robinson (pseudoniem van Jan Boon, 1911-1974) opgericht onder de naam Onze Brug. Hij was in 1954 uit Indonesië gekomen (gerepatrieerd) en wilde een tijdschrift oprichten om de Indische gemeenschap in Nederland te verbinden. Onze Brug informeerde de Indische Nederlanders in de begintijd vooral over Nederlands-Nieuw-Guinea. Als laatste restant van Nederlands-Indië leek dit gebied hun een prima onderkomen te kunnen bieden. In 1958 wijzigde Robinson de naam van het tijdschrift in Tong-Tong, dat sinds 1978 Moesson heet.
Het redactieadres Prins Mauritslaan 36, Den Haag was tevens het woonadres van de familie Boon, waar een boekhandel en de abonnementenadministratie gevestigd waren. Een gevelsteen daar herinnert aan de geschiedenis van het maandblad. In 1995 verhuisde het blad naar Amersfoort. De familie Boon was steeds nauw betrokken bij het maandblad en leverde verschillende hoofdredacteuren, zoals oprichter Jan Boon zelf (periode 1956-1974), Lilian Ducelle (1974-1985, pseudoniem van Lilly van Zele en echtgenote van Jan Boon), Vivian Boon (senior, 1993-2001, dochter van Jan Boon en Lily van Zele) en Vivian Boon (junior, 2020-heden, kleindochter van Jan Boon, en nicht van Vivian Boon senior). Andere hoofdredacteuren waren Ralph Boekholt (1985-1993) en Marjolein van Asdonck (2001-2020).
De redactie van het blad is tegenwoordig weer in Den Haag gevestigd aan het Noordeinde 122, waar ook boekhandel Moesson gevestigd is.